# Arlen Escarpeta

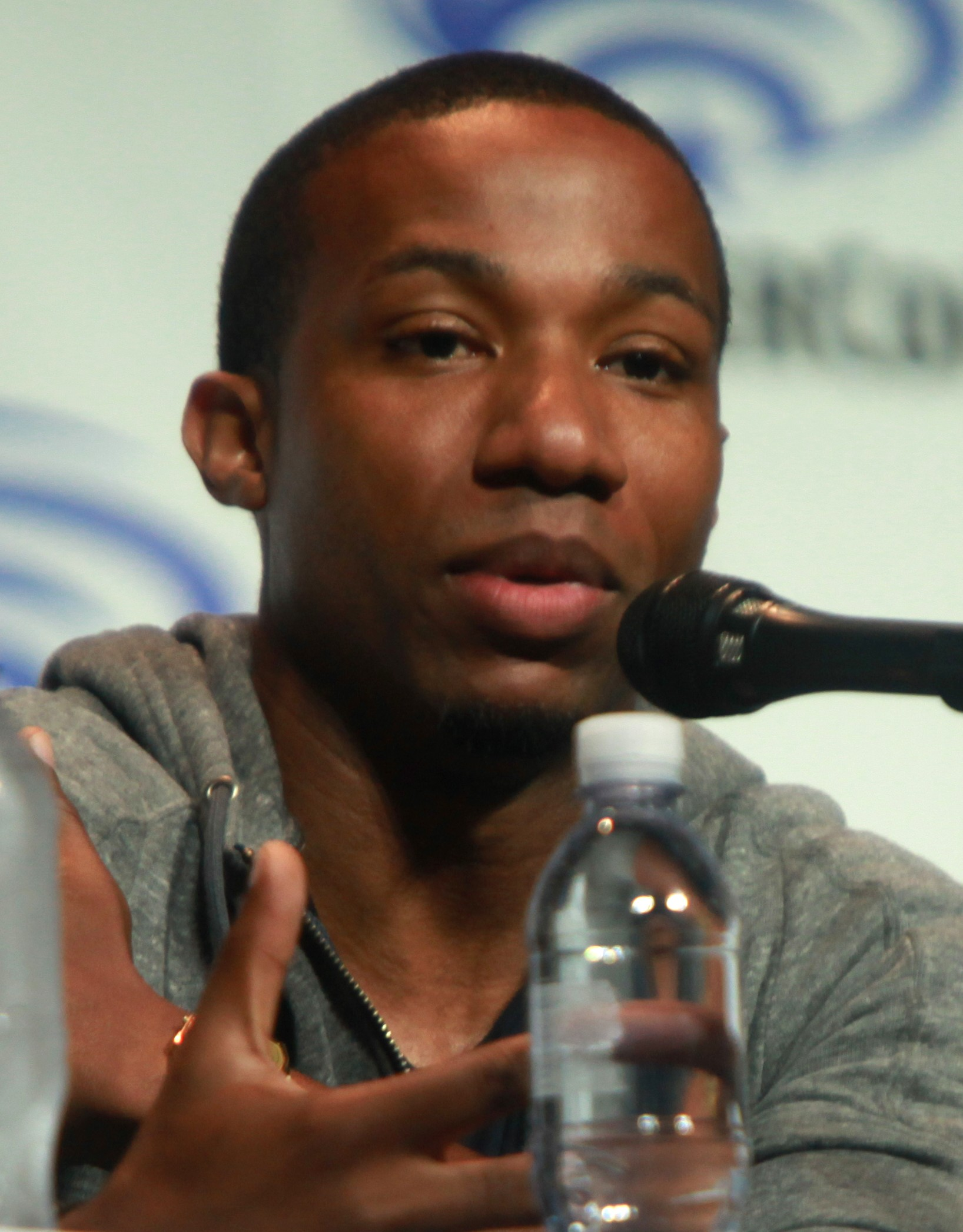
Arlen Escarpeta auf der WonderCon 2014

Arlen Alexander Escarpeta (* 9. April 1981 in Belize City) ist ein belizischer Schauspieler. Er ist seit dem Jahr 2000 als Schauspieler aktiv und war bislang in mehr als 30 Film- und Fernsehproduktionen zu sehen.

## Filmografie (Auswahl)

### Filme
- 2000: The Playaz Court
- 2002: High Crimes – Auf höchsten Befehl (High Crimes)
- 2005: Show & Tell (Kurzfilm)
- 2005: American Gun
- 2006: The Substance of Things Hoped For
- 2006: Sie waren Helden (We Are Marshall)
- 2007: Das 10 Gebote Movie (The Ten)
- 2009: Dough Boys
- 2009: Freitag der 13. (Friday the 13th)
- 2010: Privileged
- 2010: Brotherhood – Die Bruderschaft des Todes (Brotherhood – Are you in or out)
- 2011: Midnight Son – Brut der Nacht (Midnight Son)
- 2011: Final Destination 5
- 2014: Frenzy (Kurzfilm)
- 2014: Storm Hunters (Into the Storm)

### Serien
- 2000: Boston Public (Gastrolle)
- 2001–2005: Für alle Fälle Amy (Judging Amy, 2 Episoden)
- 2002: The Shield – Gesetz der Gewalt (The Shield, Gastrolle)
- 2002: Boomtown (Gastrolle)
- 2002–2005: American Dreams
- 2005: Emergency Room – Die Notaufnahme (ER, Gastrolle)
- 2005: Cold Case – Kein Opfer ist je vergessen (Cold Case, Gastrolle)
- 2006: Eine himmlische Familie (7th Heaven, Gastrolle)
- 2007: Without a Trace – Spurlos verschwunden (Without a Trace, Gastrolle)
- 2007: Law & Order: Special Victims Unit (Gastrolle)
- 2009: Mental (Gastrolle)
- 2011: The Secret Circle (Gastrolle)
- 2011: Navy CIS: L.A. (Gastrolle)
- 2012: Dr. House (House, Gastrolle)
- 2012: The Client List (Gastrolle)